# Mezinárodní letiště Aleppo
Mezinárodní letiště Aleppo (arabsky مطار حلب الدولي‎, IATA ALP, ICAO: OSAP) je mezinárodní letiště u Aleppa, druhého největšího města Sýrie. Po mezinárodním letišti v Damašku je druhým nejvýznamnějším syrským letištěm a také druhou hlavní základnou syrské národní letecké společnosti Syrian Air. Kromě civilního provozu navíc slouží i vojenským letadlům.